# تکنوفانتزی
تکنوفانتزی (انگلیسی: Technofantasy) زیرژانری از فانتزی است که دارای عناصری از علم و فناوری است، اما استفاده از آنها را از طریق اصطلاحات علمی یا شبه علمی با استدلال عقلی توجیه نمی‌کند که آن را از علمی-تخیلی و علمی فانتزی متمایز می‌کند. هر چه هر توضیحی کمتر واقع‌گرایانه و در عین‌حال «تکنوبابل‌تر» باشد، کار به تکنوفانتزی نزدیک‌تر است. مفهوم تکنوفانتزی به عنوان «از بین‌بَرندهٔ تفاوت بین جادو و علم» توصیف شده است.